# FINAL BEST1987-1997 MY GENERATION
「FINAL BEST1987-1997 MY GENERATION」（ファイナル・ベスト1987-1997 マイ・ジェネレーション）は、JUN SKY WALKER(S)の3作目のベスト・アルバム。1997年6月1日に発売された。

## 収録曲
1. FREE memories of symphony
  - アルバム「TOO BAD」収録曲「Opening Theme」のフルバージョン
2. MY GENERATION
3. すてきな夜空
4. いつもここにいるよ
5. 風見鶏
6. 言葉につまる
7. カギは誰が…
8. だから自由はここにある
9. 歩いていこう
10. 明日が来なくても
11. 声がなくなるまで
12. PARADE
13. さらば愛しき危険たちよ
14. START
15. Let's Go ヒバリヒルズ
16. JACK&BETTY
17. HEAVY DRINKER
18. HAPPY BIRTH DAY...MOON
19. 全部このままで